# Carrascosa del Campo (municipio)
Carrascosa del Campo fue un municipio español de la provincia de Cuenca. En 1971 se fusiona con los municipios de Loranca del Campo, Olmedilla del Campo, Valparaíso de Abajo y Valparaíso de Arriba, creándose el nuevo municipio de Campos del Paraíso.
- Datos: Q5753437